# 小苏莽乡
小苏莽乡，是中华人民共和国青海省玉树藏族自治州玉树市下辖的一个乡镇级行政单位。辖区总面积2147.7平方公里，常住人口0.7万人，以藏族为主，占总人口的99.9％。

## 行政区划
小苏莽乡下辖以下地区：
西扎村、本江村、扎秋村、多龙村、让多村、协新村、江西村、草格村和莫地村。